# Ane Hansen (Curlerin)
Ane Håkansson Hansen (* 3. Oktober 1975 in Kopenhagen) ist eine dänische Curlerin. Sie spielt auf der Position des Lead und ist Mitglied des Tårnby Curling Club.
Bei der Curling-Europameisterschaft 2009 in Aberdeen gewann Hansen im Team von Skip Jensen die Bronzemedaille. Die Round Robin hatte das Team als Zweiter abgeschlossen, verlor danach aber das Page-Playoffs-Spiel gegen die Schweiz und das Halbfinale gegen Deutschland mit Skip Andrea Schöpp.
Im Februar 2010 nahm Hansen als Mitglied des dänischen Teams an den Olympischen Winterspielen 2010 in Vancouver (Kanada) teil. Die Mannschaft belegte den fünften Platz. 
Ane Håkansson Hansen ist Biologin und studiert Sportmedizin.

## Teammitglieder
- Angelina Jensen
- Denise Dupont
- Madeleine Dupont
- Camilla Jensen